# Gnathochorisis sulcatus
Gnathochorisis sulcatus är en stekelart som beskrevs av Dasch 1992. Gnathochorisis sulcatus ingår i släktet Gnathochorisis och familjen brokparasitsteklar. Inga underarter finns listade i Catalogue of Life.